# 毌丘俭文钦之乱
毌丘俭文钦之乱，又称寿春二叛，是三国时期对曹魏摄政司马师家族的一次讨伐性起事，是250年代寿春三叛的第二叛。

## 背景
高平陵之变后，司马氏完全控制了曹魏政权。254年，大将军司马师因魏帝曹芳意欲夺权而废黜之，改立曹髦，镇东将军都督扬州毌丘俭和扬州刺史文钦因此叛乱。

## 筹划
毌丘俭、文钦刚叛乱时，决定隐藏意图，秘密吸收大军。他们派使者去镇南将军诸葛诞处招募豫州士民。诸葛诞发觉两人的要求不合理，知道他们要谋叛，便杀了使者。毌丘俭还派人送书信到兖州，信使被刺史邓艾所杀。

## 叛乱
毌丘俭、文钦起兵时连同安丰护军郑翼、庐江护军吕宣、太守张休、淮南太守丁尊、督守合肥护军王休等上表，称司马师的父亲追封相国司马懿历事忠贞，而司马师为人臣子不忠不孝，列司马师罪状十一，提出念司马懿之功免司马师死罪令其以侯就第，而以司马师胞弟安东将军司马昭代司马师辅政，及授其叔父太尉司马孚为保傅及以司马孚之子护军散骑常侍司马望为中领军。
毌丘俭等矫太后诏，联合各郡国起兵，逼迫守诸别屯的将领及大小吏民入寿春城，在城西设坛，歃血为盟，分老弱守城，毌丘俭、文钦又各自派四个儿子毌丘宗等去东吴为人质请求援军。二月，毌丘俭、文钦亲自率五六万军渡淮，西至项城。毌丘俭坚守，文钦在外为游兵。
长期觊觎寿春的东吴很快得知叛乱的消息。吴主孙亮派军援助毌丘俭、文钦，以削弱魏军。吴丞相孙峻领左将军留赞、骠骑将军吕据、武昌右部督陆凯率援军前往。
司马师、征东将军胡遵、邓艾、诸葛诞合各州兵十余万向叛军进军，倍道兼行，在陈、许会师。荆州刺史王基行监军、假节，统许昌军，在许昌与司马师会合。他指出南顿有大邸阁，有够军人吃四十天的粮食，寻求抢在毌丘俭和文钦之前抢占南顿。在王基屡次请求下，司马师准他进据濦水。魏军到隐桥，毌丘俭部将史招、李續相继来降。但司马师想等军队到齐了再攻打寿春，不同意王基攻打南顿。王基认为这样并不明智，于是自行进攻南顿。王基接管南顿后不久，毌丘俭等也从项城率军赶去南顿，但走了十余里看到王基已经在了，迅速撤退。众人见王基判断准确，也就没有追究他不从命令。魏军暂歇并调动，对叛军造成最终导致起事失败的恐慌。叛军家属都在淮北，司马师听河南尹王肃建议将其控制，叛军士气因此受挫。军队叛离了毌丘俭和文钦。司马师屯汝阳，见状，命邓艾率少量军队进入乐嘉要塞。文钦被邓艾所诱，以为乐嘉的军队少，急忙赶来攻打。当夜司马师率主力过浮桥救援乐嘉，文钦不知。文钦派儿子文鸯夜间攻城。结果文鸯面对一支十万多人的大军，完全无能为力。早晨，文钦见敌军强大，逃离，下令撤退，司马师派左长史司马班（或作司马琏）督骁骑八千追击，将军乐綝督步兵后继，在沙阳大破文钦。这导致寿春大量人口因害怕遭到屠杀逃往东吴。叛军餘部投降或散去，毌丘俭被安丰津都尉追杀，在慎县被百姓张属所杀。文钦当即逃到东吴。文钦到项县时，寿春及淮河流域其他地区皆被诸葛诞所得。孙峻大军号十万众，将要渡江，诸葛诞遣邓艾据肥阳，邓艾觉得肥阳非要害之地，移屯附亭，遣泰山太守诸葛绪在黎浆拒战，吴军很快下令从东兴撤退，丁奉受命为虎威将军迎接文钦。魏将曹珍等追杀到高亭，被吕据所败，丁奉突入魏军阵中，斩首数百，获其军器。诸葛诞又派军追杀吴军，别将蒋班在菰陂打败留赞，杀死留赞及吴将孙楞、蒋修和很多吴军。
毌丘俭长子治书侍御史毌丘甸曾建议父亲举事，因为知道父亲要起兵，先率家属逃到新安灵山上。魏军攻下灵山，斩杀毌丘甸及其族。
毌丘俭刚起兵时，司马师向刘陶问计，刘陶的回答模棱两可。司马师怒，出刘陶为平原太守，又追杀之。

## 后果
文钦全家成功撤到东吴，但几年后诸葛诞叛乱时，文钦被其所杀。司马师在许昌去世，无子，将摄政权移交司马昭。曹髦下诏命司马昭留镇许昌，由尚书傅嘏率大军主力回师。但在傅嘏和钟会建议下，傅嘏上表由司马昭率大军主力回师，使得曹髦意图重夺权力的希望落空，只能任命司马昭为辅政大臣。
张属因杀死毌丘俭，封侯。
几年后司马昭镇压诸葛诞之乱，后又发动魏灭蜀之战。司马昭死后，子司马炎摄政。司马炎很快迫使曹奂禅位，建立晋朝。280年，晋灭吴，三国终结。先前逃到东吴的毌丘俭诸子因而回到中原，但没有被晋朝诛杀，甚至还得到了任官。

## 参战人员
|  | 毌丘俭、文钦军 - † 毌丘俭 - 毌丘甸 - 史招 - 李續 - 毌丘秀，奔吴 - 毌丘重，奔吴 - 文钦，奔吴 - 文鸯，奔吴 吴军 - 孙峻 - 吕据 - † 留赞 - † 孙楞 - † 蒋修 - 丁奉 - 陆凯 | 魏军 - 司马师 - 司马班 - 尹大目 - 邓艾 - 王基 - 诸葛诞 - 蒋班 - 胡遵 - 乐綝 - 曹珍 - 钟会 - 傅嘏 - 司马昭（后继） |

## 时下引用
此战和王凌、諸葛誕之叛一样，在真·三國無雙6的《晋传》中皆为可玩關卡。此阶段玩家控制司马师。在真·三國無雙7的晋传中除可使用司马师之外，也可使用邓艾和贾充，若郭淮在前一役（铁笼山之战）被救出也可在此役使用。若在此役奇袭文钦和文鸯父子失败则会在战后文鸯加入司马师军并以此参与后一役（许昌之战）。
在《三國志姜維傳》中，作者設計讓原創人物楊蘭，與蜀軍將領傅僉、蔣舒前往壽春協助毌丘儉，讓操控蜀軍的玩家得以參與這場戰爭。

## 相关链接
- 寿春三叛
- 讨伐战
- 魏灭蜀之战
- 毌丘俭
- 文钦